# سعد بقير
سعد عبد الله بقير (مواليد 22 مارس 1994) هو لاعب كرة قدم تونسي يلعب في مركز الوسط المهاجم مع نادي الوحدة السعودي في دوري المحترفين السعودي ومنتخب تونس لكرة القدم.

## مسيرته الكروية

### الملعب القابسي
في موسم 2014–15، وصل الملعب القابسي إلى نهائي كأس تونس، وخسره أمام النجم الرياضي الساحلي. خلال المباراة النهائية، سجل سعد ركلة حرة وصنع هدفين، وحصل على جائزة أفضل لاعب في المباراة.

## الترجي الرياضي التونسي
في سنة 2015 أعلن الترجي الرياضي التونسي أنتقال سعد بقير إلى صفوفه قادما من فريق الملعب القابسي فاز سعد بقير بعديد الالقاب مع الترجي الرياضي التونسي
.
- كأس تونس لكرة القدم 2015-2016
- الدوري التونسي لكرة القدم 2016-2017
- الدوري التونسي لكرة القدم 2017-2018
- دوري أبطال أفريقيا 2018
- الدوري التونسي لكرة القدم 2018-2019
- كأس السوبر التونسي 2019
- دوري أبطال أفريقيا 2018–19

### أبها
في 1 يونيو 2019، أعلن نادي أبها عن تعاقده مع سعد بقير بعقد يمتد لسنتين. في 23 أغسطس، شارك في أول مباراة له مع أبها في المباراة الافتتاحية للدوري السعودي أمام الهلال، واستطاع صناعة هدف وأحرز آخر عن طريق ركلة جزاء تسبب بها. أنتهت المباراة بالخسارة 4–2.

## مسيرته الدولية

### الأهداف الدولية
قائمة الأهداف والنتائج مع منتخب تونس الأول.
| #  | التاريخ        | المكان                                   | الخصم     | الهدف | النتيجة | المسابقة                        |
| -- | -------------- | ---------------------------------------- | --------- | ----- | ------- | ------------------------------- |
| 1. | 19 أكتوبر 2015 | الملعب الأولمبي برادس، رادس، تونس        | ليبيا     | 1–0   | 1–0     | تصفيات كأس الأمم الأفريقية 2016 |
| 2. | 15 أكتوبر 2015 | الملعب الأولمبي برادس، رادس، تونس        | المغرب    | 2–2   | 2–3     | تصفيات كأس الأمم الأفريقية 2016 |
| 3. | 17 نوفمبر 2015 | الملعب الأولمبي برادس، رادس، تونس        | موريتانيا | 2–1   | 2–1     | تصفيات كأس العالم 2018          |
| 4. | 26 يناير 2016  | ملعب نياميرامبو الإقليمي، كيغالي، رواندا | النيجر    | 1–0   | 5–0     | بطولة أمم إفريقيا للمحليين 2016 |
| 5. | 26 يناير 2016  | ملعب نياميرامبو الإقليمي، كيغالي، رواندا | النيجر    | 2–0   | 5–0     | بطولة أمم إفريقيا للمحليين 2016 |

## الإنجازات
الملعب القابسي
- كأس تونس الوصيف: 2014–15

## وصلات خارجية
- سعد بقير على موقع قاعدة بيانات كرة القدم.إي يو (الإنجليزية)
- سعد بقير على موقع ناشيونال فوتبول تيمز (الإنجليزية)
- سعد بقير على موقع Soccerway.com (الإنجليزية)